# St. Vitus (Ramsthal)

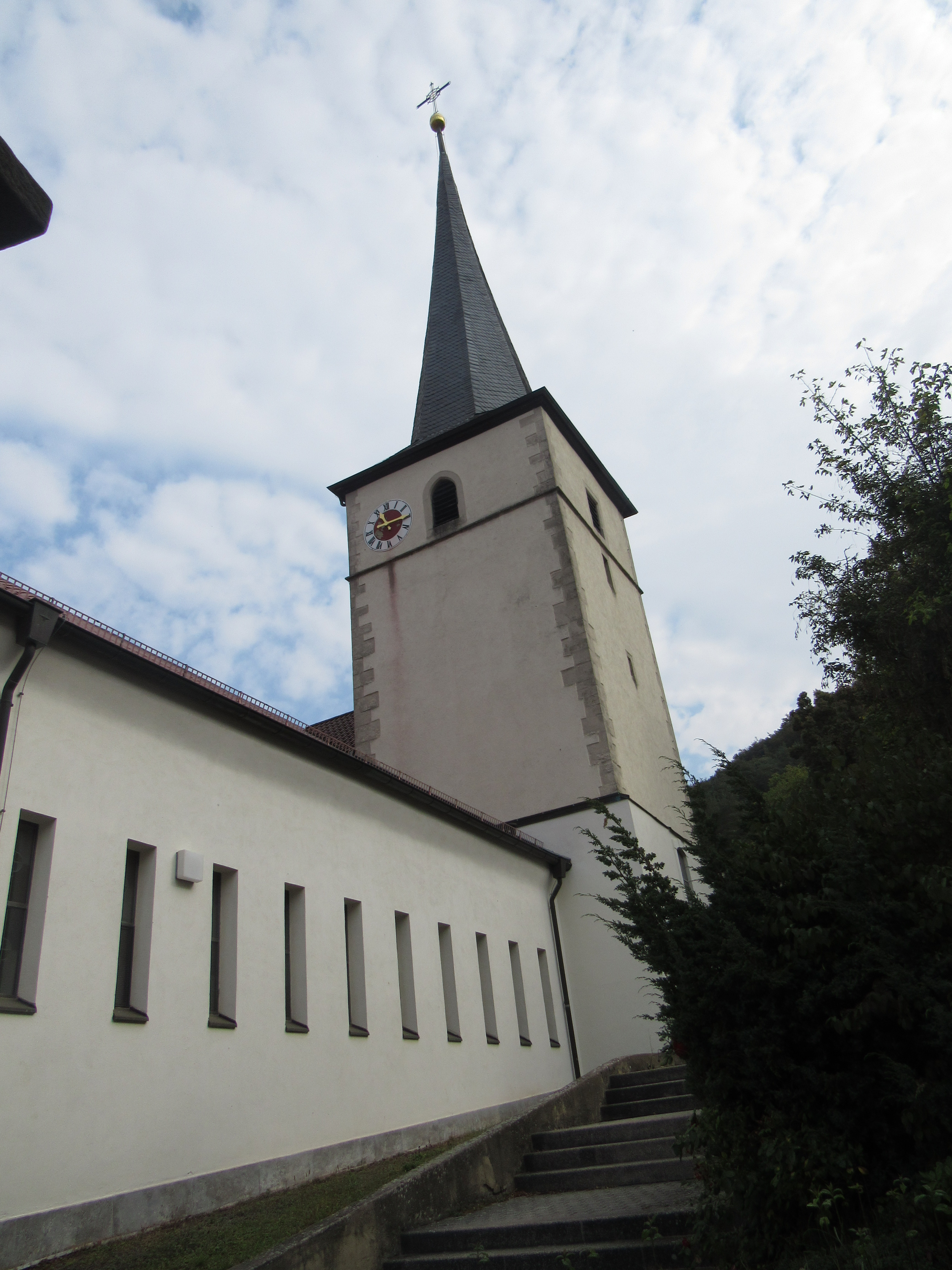
Kirche St. Vitus in Ramsthal

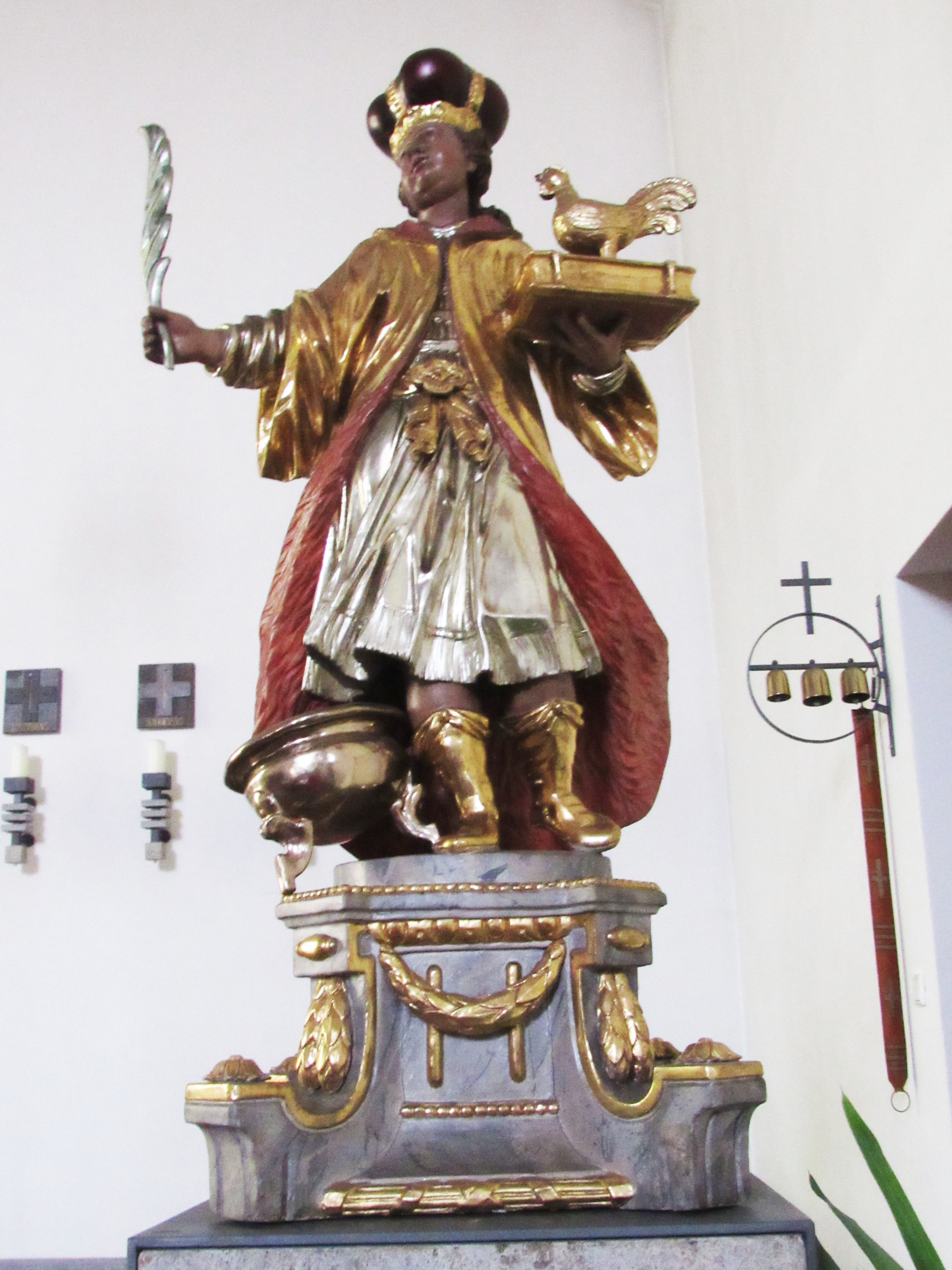
Statue des hl. Vitus

Die römisch-katholische Pfarrkirche St. Vitus  ist die Dorfkirche von Ramsthal, einem Markt im unterfränkischen Landkreis Bad Kissingen. Der Kirchturm gehört zu den Baudenkmälern von Ramsthal und ist unter der Nummer  D-6-72-142-1 in der Bayerischen Denkmalliste registriert. Ramsthal ist ein Teil der Pfarreiengemeinschaft „Saalethal“.

## Geschichte
Ramsthal war bis zum Jahr 1688 eine Filiale von Sulzthal und ist seitdem eine eigenständige Pfarrei. Die erste urkundliche Erwähnung findet sich im 15. Jahrhundert. Um den Turm herum entstanden Wehranlagen, die Kirche wurde zur Wehrkirche. Nachdem die Schutzfunktion keine Rolle mehr spielte, wurden in der Kirche bis in die Zeit des Zweiten Weltkrieges Hausrat und Feldfrüchte gelagert. Funde menschlicher Skelettreste belegen die Existenz eines Friedhofs um die alte Kirche.

### Baugeschichte
Die genaue Entstehungszeit der Kirche ist unbekannt. Der Unterbau des jetzigen, romanischen Kirchturms stammt aus dem 12./13. Jahrhundert; der untere Teil aus der Zeit zwischen 1000 und 1250. Unter dem Würzburger Fürstbischof Julius Echter von Mespelbrunn wurde im Jahr 1600 der Kirchturm erhöht. Im Jahr 1601 erhielt die Kirche mit dem Bau eines Langhauses ihre heutige Form. Nach einer Renovierung und dem Einbau einer neuen Decke fand im Jahr 1615 eine Kirchenerweiterung statt. In den Jahren ab 1619 kam es mehrfach zur Ablösung von Giebeln. Im Jahr 1679 wurde die Kirche durch ein Feuer bis auf die Grundmauern zerstört; lediglich der Kirchturm blieb erhalten. Ein Kirchenneubau erfolgte im Jahr 1778. In der Zwischenzeit hielten die Ramsthaler Gottesdienst teilweise in der Sulzthaler Heilig-Kreuz-Kapelle. Ab dem Jahr 1920 sammelte eine Kirchenstiftung einen Betrag von 18.435,99 M für den Bau einer neuen Kirche. 1952 war die Zahl der Gläubigen so angewachsen, dass am 1. April 1959 ein Kirchenneubau geplant wurde. Die Bauarbeiten begannen am 6. April 1959 und waren im Jahr 1960 vollendet. Bereits am 1. Adventssonntag des Jahres 1959 am 29. November wurde ein Gottesdienst im Rohbau gefeiert. Am 21. und 22. Mai 1960 hielt sich Bischof Josef Stangl zur Weihe der neu erbauten Kirche in Ramsthal auf. Im Jahr 1985 fand eine umfangreiche Renovierung der Kirche statt. Im Jahr 1999 folgte eine Renovierung der Außenanlagen. Bei der letzten Renovierung im Jahr 2009 wurde die Kirche zu einer Wegekirche umgestaltet.

## Beschreibung und Ausstattung
Die Kirche hat nach dem Neubau im Jahr 1959 ihre Ausrichtung nach Osten behalten. Sie besitzt keinen abgetrennten Chor. Das asymmetrische Satteldach der Kirche ist im Inneren sichtbar. Der Kirchturm ist ein Julius-Echter-Turm mit spitzem Helm und steht an der Südseite. Die Kirche hat an der Südseite schmale rechteckige Fenster und an der Westseite eine große Rosette.
Vor der östlichen Wand hängt eine Kreuzigungsgruppe aus Holz. Das neue Altarbild stellt das letzte Abendmahl dar. Auf einem Podest ist eine Figur des Kirchenpatrons aufgestellt.
Im Jahr 1997 baute die Firma Norbert Krieger aus Retzbach eine neue Orgel mit 25 Registern ein.

## Glocken
Im Jahr 1841 wurde eine St.-Vitus-Glocke geweiht, die wahrscheinlich größte der damaligen Glocken.  Eine kleine Glocke ist noch älter; sie wurde im Jahr 1702 gegossen und hängt noch heute im Kirchturm. Im Verlauf des Ersten Weltkriegs wurden Glocken und Orgelpfeifen eingeschmolzen. Im Jahr 1920 wurde eine große Glocke von der Firma Ullrich und Weule in Apolda und Bockenem beschafft. Bereits 1940 wurde ein Ersatz der im Rahmen des Zweiten Weltkrieges abzuliefernden Bronzeglocken durch Gussstahlglocken beschlossen. Die Bronzeglocken, darunter auch die St.-Vitus-Glocke von 1841, wurden am 1. April 1942 abgeholt und 1943 ersetzt. In der Zwischenzeit behalf man sich mit Glocken aus der Marienkapelle.
1953 wurden drei einfache Glocken gekauft. Sie können jedoch nicht alle im Kirchturm verblieben sein: Heute hängen im Kirchturm vier Glocken mit den Tönen fis’ – a’ – h’ – d”.